# Мелдебеков, Алихан Мелдебекович
Алихан Мелдебекович Мелдебеков (каз. Әліхан Мелдебекұлы Мелдебеков; 24 марта 1948, с. Актас, Байдибекский район, Южно-Казахстанская область — 26 января 2025) — советский и казахстанский учёный в области зоотехники, доктор сельскохозяйственных наук (1991), профессор (1997), академик НАН РК (2003).

## Биография
Родился 24 марта 1948 года в селе Актас Байдибекского района Южно-Казахстанской области. Происходит из рода Шымыр племени дулат.
Окончил Алма-Атинский зооветеринарный институт (1970).
В Казахском научно-исследовательском технологическом институте животноводства: аспирант (1970—1973), младший, старший научный сотрудник, ученый секретарь, заведующий отделом, в 1993—2003 гг. директор.
С 2003 по 2017 г. (с небольшими перерывами в 2008 и 2013 гг.) директор Института зоологии МОН РК.
Доктор сельскохозяйственных наук (1991), профессор (1997), академик НАН РК (2003). Докторская диссертация:
- Повышение эффективности производства говядины в Казахстане путем совершенствования технологии кормления и содержания скота молочных и мясных пород : диссертация … доктора сельскохозяйственных наук : 06.02.04. — поселок Дубровицы, Московская область, 1991. — 370 с. : ил.

Участвовал в улучшении симментальского, аулиекольского и казахского белоголового скота.
Автор более 300 научных работ, в том числе 18 монографий. Получил 9 авторских свидетельств и три патента на изобретения.
Подготовил 6 докторов и 9 кандидатов наук.
Лауреат премии им. Бараева (2000). Иностранный член Национальной академии наук Монголии (2006).
Скончался 26 января 2025 года в возрасте 76 лет.
Сочинения:
- Пути повышения производства и улучшения качества говядины / К. Ж. Аманжолов, А. М. Мелдебеков, Х. Т. Супиева; [Аналит. обзор]; Каз. НИИ НТИ и техн.-экон. исслед. — Алма-Ата : КазНИИНТИ, 1986. — 69,[2] с., [1] л. табл.; 20 см.